# Antachara ecuadoriensis
Antachara ecuadoriensis là một loài bướm đêm trong họ Noctuidae.